# 144 Vibilia
144 Vibilia este un asteroid din centura principală, descoperit pe 3 iunie 1875, de Christian Peters.